# Vijavaja.com
Vijavaja.com je bil slovenski zabavni spletni portal za osnovnošolce, ki je deloval med letoma 2002 in 2013. Ponujal je plačljivo članstvo v vija-klubu, ki je omogočalo poln dostop do nagradnih iger, klepetalnic, forumov, dnevnikov in oglasov uporabnikov.